# Słowa i muzyka (film 1948)
Słowa i muzyka – amerykański musical z 1948 roku. 

## Obsada
- Tom Drake jako Richard Rodgers
- Mickey Rooney jako Lorenz Hart
- Janet Leigh jako Dorothy Feiner Rodgers
- Marshall Thompson jako Herbert Fields
- Betty Garrett jako Peggy Lorgan McNeil
- Jeanette Nolan jako pani Hart
- Ann Sothern jako Joyce Harmon
- Perry Como jako Eddie Lorrison Anders
- Cyd Charisse jako Margo Grant
- Richard Quine jako Ben Feiner Jr.

Występy gościnne:
- June Allyson
- Judy Garland
- Lena Horne
- Gene Kelly
- Mel Tormé